# Aniołki Charliego (film 2019)

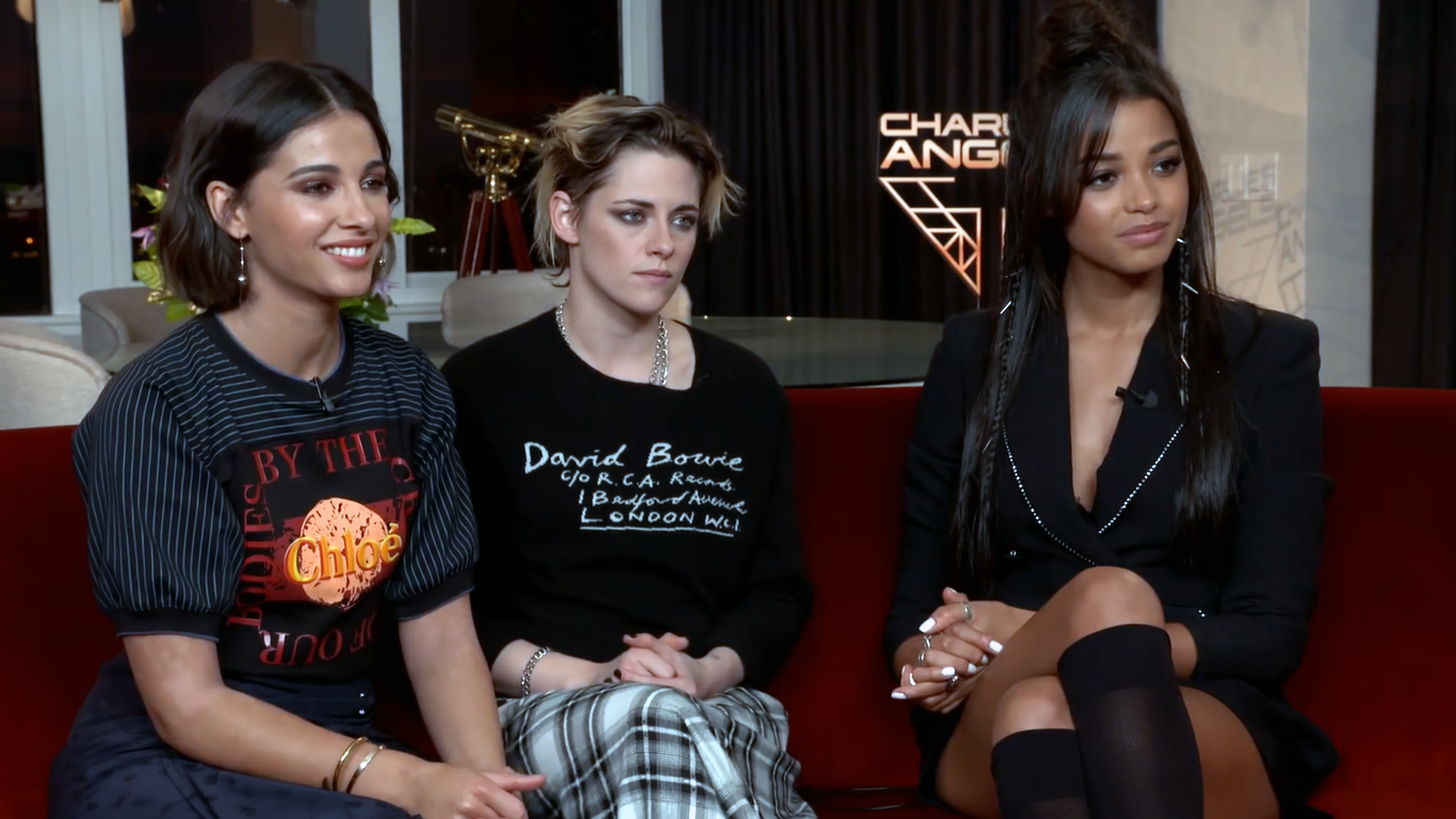
Odtwórczynie tytułowych ról

Aniołki Charliego (ang. Charlie’s Angels) – amerykański komediowy film akcji z 2019 roku w reżyserii Elizabeth Banks.
Jest to trzeci film pełnometrażowy franczyzy, którą zapoczątkował serial komediowy o tej samej nazwie (1976−1981); należą do niej także filmy Aniołki Charliego (2000) i Aniołki Charliego: Zawrotna szybkość (2003).
Film został wydany 15 listopada 2019 roku przez Sony Pictures Releasing.

## Obsada
- Kristen Stewart – Sabina Wilson
- Naomi Scott – Elena Houghlin
- Ella Balinska – Jane Kano
- Elizabeth Banks – Rebecca Bosley
- Djimon Hounsou – Edgar Bosley
- Sam Claflin – Alexander Brock
- Noah Centineo – Langston
- Patrick Stewart – John Bosley
- Luis Gerardo Méndez – The Saint
- Magdalena Tan - Ashley Remoquillo

## Odbiór

### Box office
Budżet filmu jest szacowany na 48 milionów dolarów. W Stanach Zjednoczonych i Kanadzie film zarobił blisko 18 mln USD. W innych krajach przychody wyniosły ponad 55 mln, a łączny przychód z biletów ponad 73 miliony dolarów.

### Krytyka w mediach
Film spotkał się z mieszaną reakcją krytyków. W serwisie Rotten Tomatoes 52% z 225 recenzji jest pozytywne, a średnia ocen wyniosła 4,72/10. Na portalu Metacritic średnia ocen z 41 recenzji wyniosła 52 punkty na 100.